# Summer Night (2019)
Summer Night ist eine US-amerikanische romantische Filmkomödie des Regisseurs Joseph Cross aus dem Jahr 2019. Der Coming-of-Age-Film stellt die Beziehungen und Interaktionen einer Gruppe junger Erwachsener in verschiedenen Szenen in einer Nacht dar, bis sie sich alle bei einem Konzert treffen.

## Handlung
Die besten Freunde Seth und Jameson wollen auf dem Rock-Konzert The Alamo auftreten und feiern. Doch bevor die Nacht beginnt, müssen beide jungen Männer sich der Wirklichkeit stellen. Seth erhält Nachrichten, dass Freundin Mel schwanger ist. Jameson muss sich entscheiden zwischen seiner Freundin Corin und Harmony, die er neu kennengelernt hat. Lexi ist ihrem Freund Rabbit fremd gegangen. Dana hilft Taylor nach einem Überfall.
Am Ende der Nacht treffen sich alle auf dem Konzert und müssen sich zwischen dem Komfort der Jugend oder dem Erwachsensein entscheiden.